# Xie Xingfang
Xie Xingfang (chinesisch 謝杏芳 / 谢杏芳, Pinyin Xiè Xìngfāng; * 8. September 1981 in Guangzhou, Volksrepublik China) ist eine ehemalige chinesische Badmintonspielerin.

## Karriere
Ihr erster großer Titel war der Gewinn der Damendoppelkonkurrenz der Junioren-Weltmeisterschaft 1998 zusammen mit Zhang Jiewen. Nachdem sie dann im chinesischen Nationalteam war, wurde sie zur Einzelspielerin. Hier ist sie das quasi Verbindungsglied zwischen der Generation von Spielern wie Gong Ruina, Zhou Mi und Zhang Ning auf der einen Seite und solch großartigen Talenten wie z. B. Wang Lin, die mit 17 schon die China Open gewonnen hat.
Bei dem Badmintonturnier bei den Olympischen Spielen 2008 in Peking, bei dem Xie Xingfang an Position 1 gesetzt ist, startete sie mit einem Freilos in der ersten Runde. Das erste Spiel gegen Cheng Shao-Chieh aus Taiwan endete mit einem Zwei-Satz-Sieg für Xie Xingfang. Im Achtelfinale ging es gegen die Belarussin Olga Konon, die wieder mit 2:0 Sätzen besiegt wurde. Im Viertelfinale spielte Xie Xingfang 21:19 und 22:20 gegen die für Deutschland startende Xu Huaiwen. Sie unterlag erst im Finale am 16. August 2008 in drei Sätzen (12:21, 21:10, 18:21) gegen Zhang Ning, die ihren Erfolg von Athen
wiederholen konnte.

## Familie
Am 13. Dezember 2010 verlobte sich Xie Xingfang mit ihrem langjährigen Partner, dem zweifachen Olympiasieger im Herreneinzel im Badminton, Lin Dan. 2012 erfolgte die Hochzeit. Im November 2016 wurden die beiden Eltern einens Sohnes.

## Erfolge
Alle hier aufgelisteten Erfolge errang Xie im Dameneinzel.
| Datum              | Turnier                                            | Kategorie                          | Ergebnis          |
| ------------------ | -------------------------------------------------- | ---------------------------------- | ----------------- |
| 16. August 2008    | Olympische Spiele 2008                             |                                    | Finalistin        |
| 15. August 2007    | Individual Weltmeisterschaften 2007                | Weltmeisterschaft                  | Achtelfinalistin  |
| 15. Juli 2007      | China Masters 2007                                 |                                    | Siegerin          |
| 17. Juni 2007      | Sudirman Cup (Glasgow)                             | Weltmeisterschaft gemischtes Team  | Siegerin          |
| 6. Mai 2007        | Aviva Open Singapore 2007                          | Super Series                       | Finalistin        |
| 11. März 2007      | Yonex All England 2007                             | Super Series                       | Siegerin          |
| 4. März 2007       | Yonex German Open 2007                             |                                    | Siegerin          |
| 28. Januar 2007    | Yonex Korea Open 2007                              | Super Series                       | Siegerin          |
| 15. Oktober 2006   | Yonex Japan Open 2006                              |                                    | Finalistin        |
| 24. September 2006 | Individual Weltmeisterschaften 2006                | Weltmeisterschaft                  | Siegerin          |
| 2. September 2006  | Yonex Sunrise Hong Kong Open 2006                  |                                    | Siegerin          |
| 30. Juli 2006      | Thailand Open 2006                                 |                                    | Halbfinalistin    |
| 25. Juni 2006      | Chinese Taipei Open 2006                           |                                    | Finalistin        |
| 18. Juni 2006      | Proton Malaysia Open 2006                          |                                    | Halbfinalistin    |
| 7. Mai 2006        | Uber Cup Finalrunde 2006                           | Damen Mannschaftsweltmeisterschaft | Siegerin          |
| 12. März 2006      | China Masters 2006                                 |                                    | Finalistin        |
| 22. Januar 2006    | Yonex All England Open 2006                        |                                    | Siegerin          |
| 15. Januar 2006    | Yonex German Open 2006                             |                                    | Viertelfinalistin |
| 13. November 2005  | Picc China Open 2005                               |                                    | Finalistin        |
| 6. November 2005   | Yonex Sunrise Hongkong Badminton Championship 2005 |                                    | Finalistin        |
| 4. September 2005  | China Masters 2005                                 |                                    | Halbfinalistin    |
| 21. August 2005    | XIV. Weltmeisterschaft 2005                        | Weltmeisterschaft                  | Siegerin          |
| 3. Juli 2005       | Singapur Open 2005                                 |                                    | Viertelfinalistin |
| 15. Mai 2005       | Sudirman Cup Finalrunde 2005                       | Mannschaftsweltmeisterschaft       | Siegerin          |
| 10. April 2005     | Yonex Open Japan 2005                              |                                    | Finalistin        |
| 13. März 2005      | Yonex All England Open 2005                        |                                    | Siegerin          |
| 5. März 2005       | Yonex German Open 2005                             |                                    | Siegerin          |
| 19. Dezember 2004  | Dharum Indonesia Open 2004                         |                                    | Siegerin          |
| 14. November 2004  | China Open 2004                                    |                                    | Siegerin          |
| 17. Oktober 2004   | Yonex German Open 2004                             |                                    | Siegerin          |
| 10. Oktober 2004   | Denmark Open 2004                                  |                                    | Siegerin          |
| 4. Juli 2004       | Proton Eon Malaysia Open 2004                      |                                    | Viertelfinalistin |
| 16. Mai 2004       | Uber Cup Finalrunde 2004                           | Damen Mannschaftsweltmeisterschaft | Siegerin          |
| 4. April 2004      | Moonnoppi Korea Open 2004                          |                                    | Viertelfinalistin |
| 14. März 2004      | Yonex All England Open 2004                        |                                    | Viertelfinalistin |
| 16. November 2003  | China Open 2003                                    |                                    | Halbfinalistin    |
| 2. November 2003   | Hong Kong Open 2003                                |                                    | Viertelfinalistin |
| 5. Oktober 2003    | Yonex German Open 2003                             |                                    | Viertelfinalistin |
| 7. September 2003  | Proton Eon Malaysia Open 2003                      |                                    | Halbfinalistin    |
| 31. August 2003    | Sanyo Indonesia Open 2003                          |                                    | Siegerin          |
| 24. August 2003    | Yonex-Sunrise Singapur Open 2003                   |                                    | Viertelfinalistin |
| 3. August 2003     | Individual Weltmeisterschaften 2003                | Weltmeisterschaft                  | Viertelfinalistin |
| 6. April 2003      | Yonex Japan Open 2003                              |                                    | Finalistin        |
| 16. Februar 2003   | Yonex All England Open 2003                        |                                    | Finalistin        |
| 22. Dezember 2002  | China Open 2002                                    |                                    | Halbfinalistin    |
| 3. November 2002   | Realkredit Denmark Open 2002                       |                                    | Halbfinalistin    |
| 1. September 2002  | Sanyo Indonesia Open 2002                          |                                    | Viertelfinalistin |
| 25. August 2002    | Yonex-Sunrise Singapur Open                        |                                    | Halbfinalistin    |